# 岐阜県立船津高等学校
岐阜県立船津高等学校（ぎふけんりつ ふなつこうとうがっこう、英: Gifu Prefectural Funatsu High School）は、かつて岐阜県吉城郡神岡町小萱にあった公立の高等学校。神岡町立神岡工業高等学校と統合して岐阜県立飛騨神岡高等学校（当校所在地に設立）となり、1997年（平成9年）3月末に閉校した。

## 設置学科
- 普通科

## 沿革
- 1924年（大正13年）6月 - 吉城郡船津町に船津実科女学校として開校。船津第一尋常高等小学校の南舎2階を仮校舎とする[1]。
- 1925年（大正14年） - 岐阜県船津実科高等女学校に改称[1]。
- 1942年（昭和17年）9月25日 - 実科を廃止。
- 1943年（昭和18年）4月1日 - 岐阜県船津高等女学校に改称する。
- 1944年（昭和19年）
  - 4月1日 - 岐阜県立船津高等女学校に改称する。
  - 11月11日 - 船津町大字船津字スルスワ2142-1[注釈 2]に校舎を新築し、移転。
- 1945年（昭和20年） - 専攻科設置。
- 1948年（昭和23年）4月1日 - 岐阜県立船津高等学校に改称する。同時に男女共学となる。
- 1949年（昭和24年）4月 - 寄宿舎竣工。
- 1950年（昭和25年）6月10日 - 船津町、阿曽布村、袖川村が合併し、神岡町が発足。
- 1954年（昭和29年） - 青雲寮竣工。
- 1967年（昭和42年）5月 - 体育館竣工。
- 1975年（昭和50年）7月 - 神岡町小萱2138-2に新校舎を建設開始。
- 1978年（昭和53年）5月 - 神岡町小萱2138-2に新校舎を新築し、移転。
- 1984年（昭和59年） - 寄宿舎も小菅へ移転。
- 1991年（平成3年）7月 - 高原郷高校教育懇談会を設置。
- 1992年（平成4年）2月 - 高原郷高校教育懇談会により、高原郷（神岡町・上宝村）の高校の統合について報告書が神岡町に提出される。
- 1993年（平成5年）
  - 岐阜県内の公立学校で初めて、普通科にスポーツコースを新設。
  - 8月 - 高原郷高校問題対策審議会を設置する。
- 1995年（平成7年）
  - 11月 - 岐阜県教育委員会が神岡町内の2つの高校（船津高校、神岡工業高校）の統合を決める。
  - 11月21日 - 総合学科設置合同準備委員会を校内に設置。
- 1997年（平成9年）3月31日 - 閉校。

## 所在地
〒506-1143 岐阜県吉城郡神岡町小萱2138番地2